# Une vierge pour le prince
Pour plus de détails, voir Fiche technique et Distribution.
Une vierge pour le prince (Una vergine per il principe) est un film franco-italien réalisé par Pasquale Festa Campanile et sorti en 1966.

## Fiche technique
- Titre : Une vierge pour le prince
- Titre original : Una Vergine per il principe
- Réalisation : Pasquale Festa Campanile
- Scénario : Pasquale Festa Campanile
- Sociétés de production : Fair Film, Orsay Films
- Genre : Comédie
- Durée : 92 minutes
- Dates de sortie :
  - France : 13 mai 1966

## Distribution
- Vittorio Gassman : le prince Vincenzo Gonzaga
- Virna Lisi : Giulia Albizi
- Philippe Leroy : Ippolito
- Paola Borboni : Madonna Violante
- Tino Buazzelli : le duc de Mantoue
- Anna Maria Guarnieri : Margherita Farnese
- Maria Grazia Buccella : le marquis Clelia di Pepara
- Francesco Mulè : un médecin des Gonzaga
- Giusi Raspani Dandolo : Francesca Gonzaga
- Esmeralda Ruspoli : Bianca De' Medici
- Alfredo Bianchini (it) : cavalier Vinta
- Jacques Herlin : dr. Lulli
- Femi Benussi : une courtisane
- Vittorio Caprioli : le marquis Liginio
- José Luis de Vilallonga : Francesco De' Medici
- Vittorio Duse : le gynécologue
- Claudie Lange : Marfisia
- Mario Scaccia : le cardinal Gonzaga
- Luciano Mondolfo (it) : le cardinal Farnese
- Nello Pazzafini : le général de la garde
- Leopoldo Trieste : le marquis di Pepara